# Турайдський замок
57°10′56″ пн. ш. 24°51′01″ сх. д. / 57.18222° пн. ш. 24.85028° сх. д.

Тура́йдський за́мок (латис. Turaidas pils), або Тре́йденський за́мок (нім. Schloss Treiden) — німецький цегляний замок в Лівонії (сучасна Латвія, Сігулдський край, місто Сігулда, місцевість Турайда). Заснований 1214 року за наказом ризького єпископа Альберта фон Буксгевдена як форпост в лівській Турайдській землі (Трейдені). Завершений у XVI столітті. Згорів 1776 року. Сучасний вигляд — реставрація 1973 року.

## Історія
Побудований на місці зруйнованого лівами дерев'яного замку лівського князя Каупо. Замок будувався поступово (до XVI століття) і був однією з резиденцій ризького єпископа. Після розпаду Лівонської держави — частиною власності маєтку Турайда.
Замок згорів під час пожежі в 1776 році і більше не був відновлений. У дворі побудували житловий будинок для власників маєтку.
Романтичні руїни привертали увагу туристів XVIII і XIX століть . В 1936 році тут була вибудувана оглядовий майданчик у круглій башті. Відтворення замку було розпочато в 1953 році. В 1973 році почалися археологічні дослідження, реставрація та реконструкція замку, які тривають вже більше 25 років. Серед приблизно п'яти тисяч старовинних знахідок, зроблених в ході археологічних розкопок, найцікавішими представляються кілька древніх печей, пивоварня, лазня з колодязем, близько трьох десятків мідних і срібних монет і навіть один золотий дукат, металеві наконечники стріл, глиняний посуд, цвяхи для підков і інше.
Особливий інтерес викликають вищезгадані печі — гіпокауст, принцип обігріву яких використовувався ще в громадських лазнях в Стародавньому Римі. Тепле повітря печей Турайдського замуа піднімався по спеціальних порожнечам в цегляній кладці і поширювався по стінах і під підлогами середньовічної фортеці, прекрасно обігріваючи приміщення.
Повністю відновлена головна вежа фортеці, що досягає у висоту 38 метрів , сьогодні використовується як оглядовий майданчик для численних туристів. З верхнього поверху цієї вежі відкривається вид на мальовничі околиці.
На оглядовий майданчик ведуть дуже вузькі і низькі ходи з кам'яними ступенями. Ширина цих ходів навряд чи перевищує 0,5 метра, а висота — не набагато більше 1,5 метра. Крім Оглядової вежі відновлені також фортечні стіни, Напівкругла вежа, Північна вежа і Південна баштова споруда. А у відновленій і відреставрованій колишній господарській будівлі з 1962 року розмістилася експозиція Турайдського музею-заповідника.

## Реконструкція

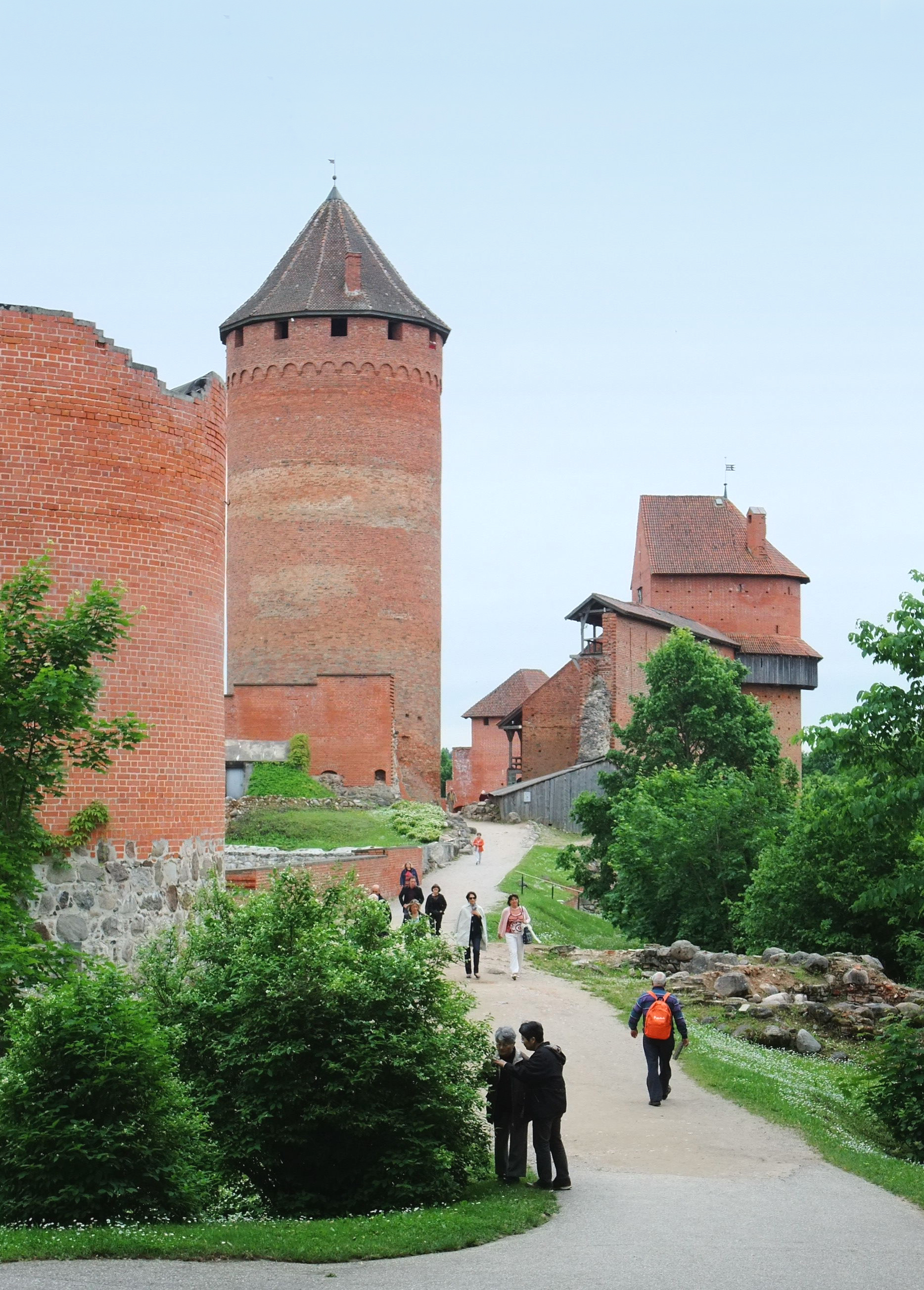
Вид замку з Головною вежею

З 1953 року на території замку йдуть відновлювальні роботи. Першою була відновлена 38-метрова Головна вежа.
Наприкінці 1950-х були відновлені 2 споруди Західного корпусу, зокрема-Напівкругла Башта.
На початку 1980-х була відтворена Південна вежа, в якій розміщувалася резиденція ризького єпископа.
В середині 1980-х Південна вежа була з'єднана із Західним корпусом. Після розкопок були побудовані стіни висотою пару метрів від Головної вежі до центрального входу.
В 1990-х були частково відновлені стіни (до 3 метрів) східного корпусу. Поки не планується відновлення всього корпусу.
В 2000-х не проводилося широкомасштабних будівельних робіт. Тільки незначні на східному корпусі.
У перспективі планується відновлення Надбрамної вежі, яка буде розташована між Західним корпусом і Головної вежею.

## Музей-заповідник

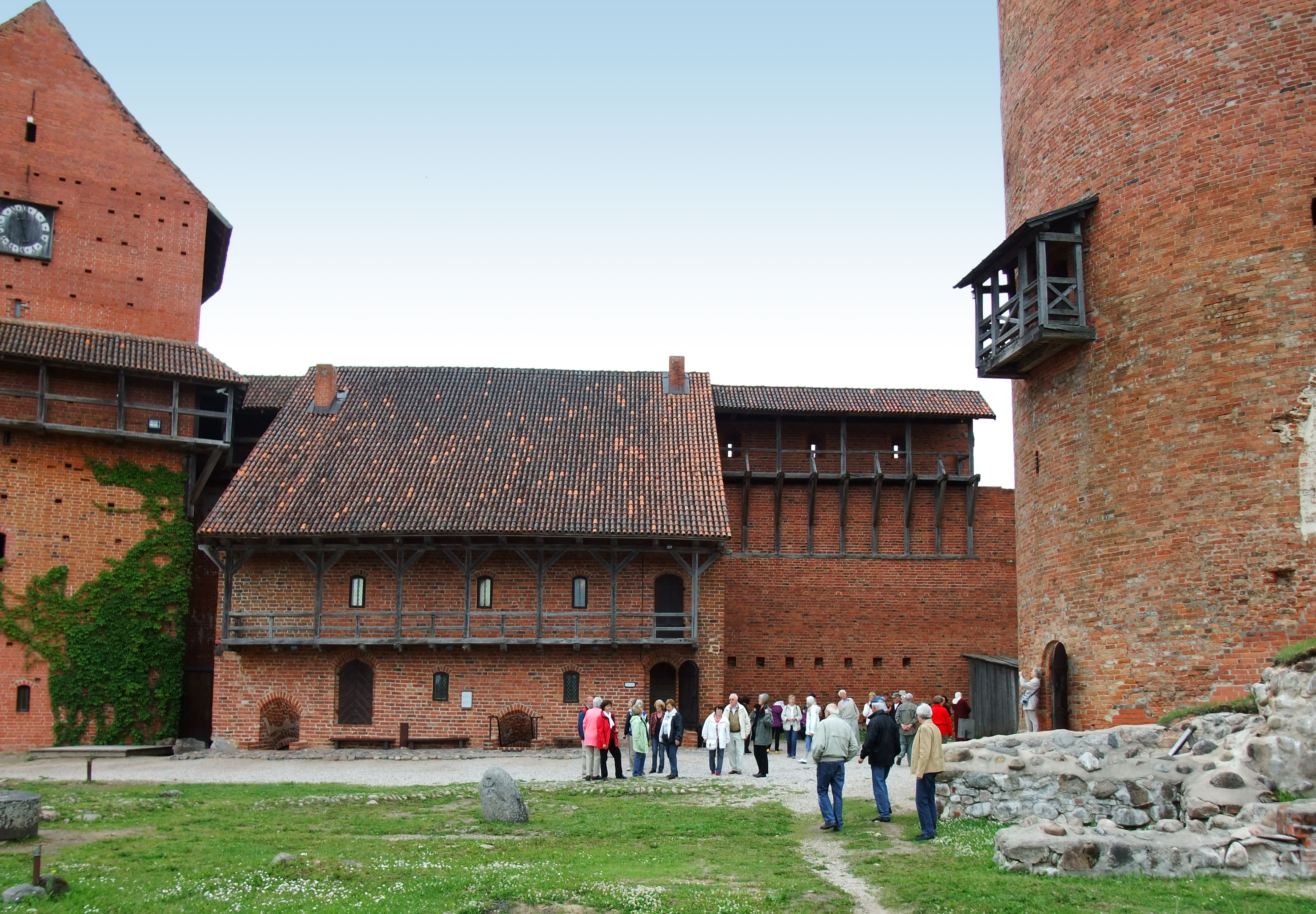
Відвідувачі Турайдського музею-заповідника

Турайдський музей-заповідник, який є пам'яткою культури, що підлягає особливій охороні, було засновано в 1988 році. Він включає історичний центр Турайди, займається збереженням, вивченням і популяризацією культурно-історичної спадщини, яка тут формувалася протягом тисячоліття, починаючи з XI століття . Музей-заповідник займає територію 42 га, на якій знаходяться 39 історичних будівель і будов, його утворює комплекс пам'яток природи, історії та культури 11-20 століть: побудований в 1212 році Турайдський кам'яний замок з форбургами, Церковна гора з середньовічним цвинтарем, могила Турайдської Рози і побудована в 1750 році дерев'яна лютеранська церква, колишня господарська частина Турайдського маєтку з відновленими ставками, парк народних пісень з 26 скульптурами скульптора Індуліса Ранки і гора Дайн на місці стародавнього поселення гауйських лівів.

## Див. Також
- Сігулдський замок
- Сігулдський новий замок
- Легенда про Турайдську Троянду